# Eo biển Badung
Eo biển Badung nằm giữa hai hòn đảo của Indonesia là Bali và Nusa Penida. Eo biển dài khoảng 60 km và rộng 20 km.
Vào tháng 2 năm 1942, trận Eo biển Badung giữa hải quân Hoa Kỳ và hải quân Đế quốc Nhật Bản đã diễn ra tại đây.
Chiến hạm Hoa Kỳ navy ship, USS Badoeng Strait (CVE-116) được đặt theo tên của eo biển.